# Universiteit van Charkov
De Universiteit van Charkov (Oekraïens: Харківський національний університет ім. В.Н. Каразина, Kharkivskyi natsional'nyi universytet im. V. N. Karazyna) in Charkov is een van de oudste en belangrijkste universiteiten in Oekraïne. In de begintijd was een groot deel van de aan de universiteit verbonden geleerden Duits. In de loop van de tijd  kende de universiteit soms zeer grote en soms zeer geringe autonomie. De universiteit groeide van  4 tot 17 faculteiten.

## Oprichting
De universiteit is in 1805 opgericht als de eerste universiteit op Oekraïens grondgebied. Initiatiefnemer Vasyl Karazyn kreeg daarbij steun van de plaatselijke bevolking, de aristocratie en de bestuurders. De eerste rector was de letterkundige Ivan Rizhsky.

## Vroege geschiedenis
Aanvankelijk was de universiteit behoorlijk autonoom en werd deze bestuurd door een hooglerarenraad. In de 19e eeuw waren er vier faculteiten: wiskunde en natuurwetenschappen, letteren,  rechten en geneeskunde. Verschillende wetenschappelijke verenigingen stelden zich open voor geïnteresseerde leken en diverse tijdschriften werden geredigeerd  door intellectuelen die nauwe banden hadden met de universiteit. Zo vormden in de jaren 1830 een aantal hoogleraren en studenten van de universiteit van Charkov het literaire genootschap  Romantische School van Charkov. De universiteit fungeerde als een belangrijk cultureel centrum in de regio dat zowel westerse ideeën introduceerde als de betekenis van de Oekraïense folklore erkende. Dit alles werd minder toen de autonomie van de universiteit afnam.
In 1835 kregen een door de overheid aangewezen curator en rector de leiding over de universiteit en kwam er weer een streng regime:  publicaties en lezingen werden onderworpen aan censuur. In 1863  kreeg  de universiteit weer meer autonomie, nadat tsaar Nicolaas I van Rusland van het aardse toneel was verdwenen. Er kwam meer geld voor wetenschappelijk onderzoek, en de universiteit kwam tot bloei; er waren  50 hoogleraren en  425 studenten. Ook nu speelden wetenschappelijke verenigingen, die rond 1870 waren opgericht, een belangrijke rol bij de verspreiding van kennis, ook onder niet wetenschappers. 
Na de moord op Alexander II werd de autonomie van de universiteit opnieuw beknot. In 1884 kreeg  het ministerie van Onderwijs de controle over benoemingen en het onderwijsprogramma. Toch  bloeiden de wetenschap en het onderwijs: in 1887 was het aantal studenten gestegen tot ongeveer 1500 en in 1907 tot 3450. Na de revolutie van 1905 begon weer een periode van versoepeling en in 1905 gaf de hooglerarenraad aan van de censuur af te willen. In 1905 verleende de universiteit eredoctoraten aan Mychajlo Hroesjevsky en Ivan Franko, en in 1910 aan Aleksandra Yefymenko.

## Sovjetbewind
Onder de Sovjetregering werd de autonomie van de universiteit weer afgeschaft en kreeg een door de bolsjewieken benoemde commissaris de macht. Als gevolg daarvan werd de universiteit gereorganiseerd waarbij sommige faculteiten fuseerden en ze beter toegankelijk werd voor kinderen van arbeiders en boeren.
De universiteit en de stad vormden ook in deze periode een belangrijk wetenschappelijk centrum, maar rond 1930 verdwenen veel Oekraïense geleerden in de gevangenis of werden verbannen. In 1933 waren er zeven faculteiten: natuurkunde-wiskunde, scheikunde, biologie, geologie-geografie, literatuur-linguïstiek, geschiedenis (inclusief de afdeling filosofie) en economie (inclusief de afdeling economische geografie). De universiteit werd vernoemd naar de Russische schrijver Maxim Gorki, en het aantal studenten liep op tot  2900 in 1938-1939.  Tijdens de Tweede Wereldoorlog werd de universiteit gedeeltelijk geëvacueerd naar Qızılorda in Kazachstan en duizenden studenten en personeelsleden kwamen om. 
Na de Tweede Wereldoorlog was de bioloog Ivan Bulankin lange tijd (1945-1960) rector van de universiteit. Het aantal  en de indeling van de  faculteiten veranderden en de russificatie nam toe. Ook de sociaal-economische achtergrond van de studenten veranderde. De meerderheid kwam niet meer uit de arbeidersklasse of de boerenstand maar uit de middenklasse. De universiteit kende enkele eminente studenten en wetenschappers onder wie de Nobelprijswinnaars Ilja Iljitsj Metsjnikov  en Lev Landau.

## Onafhankelijkheid
Na de onafhankelijkheid van Oekraïne in 1991 bleef het een toonaangevende klassieke universiteit. In 1999 werd het een nationale universiteit en veranderde  de naam in Universiteit van Charkov (Kharkiv National University, KhNU). Ondertussen was het aantal faculteiten verder gegroeid: wiskunde en informatica, fysica, radiofysica, biomedische elektronica en computersystemen, chemie, biologie, psychologie, geologie, geografie, recreatie en toerisme, economie, sociologie, geschiedenis, filologie, filosofie, rechtsgeleerdheid,  geneeskunde, vreemde talen, computerwetenschappen, en   internationale economische betrekkingen en toerisme. Er zijn daarnaast  8 onderwijs- en onderzoeksinstituten (ecologie; openbaar bestuur; het Karazyn Banking Institute; permanente educatie; de Karazyn Business School; computerfysica en energie; internationaal onderwijs; natuurkunde en technologie) en een zeer uitgebreid bibliotheek. Er zijn ruim  20.000 studenten en circa 1500 stafleden.